# Roel Richelieu Van Londersele

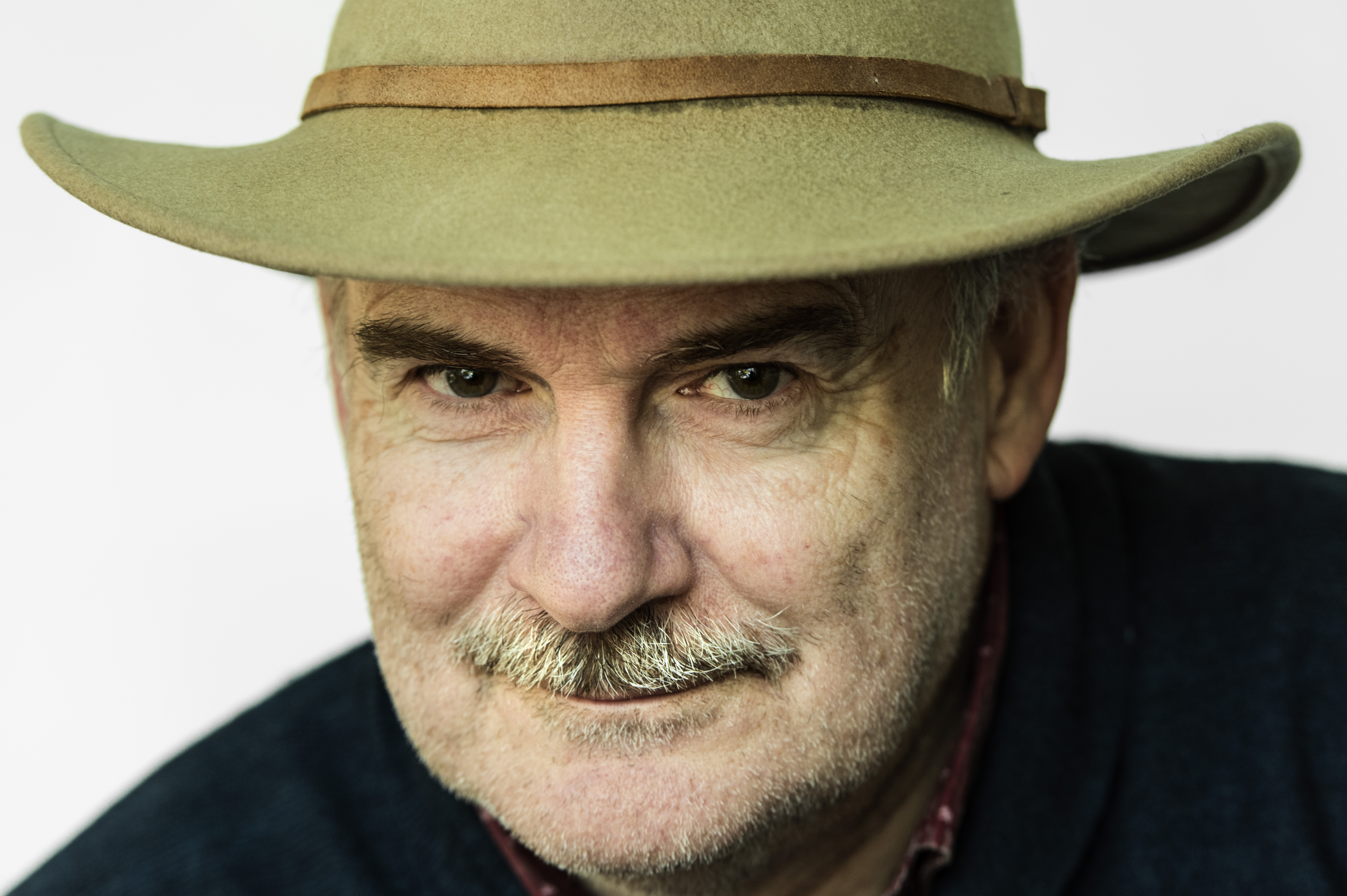
Roel Richelieu Van Londersele (februari 2018).

Roel Richelieu Van Londersele (Ninove, 30 juni 1952), echte naam: Raoul Van Londersele. Hij is actief als dichter, romanschrijver, thrillerauteur, redacteur en docent.

## Levensloop
Van Londersele studeerde Germaanse filologie aan de Rijksuniversiteit Gent. Hij maakte er zijn eindverhandeling over Marcel van Maele en bleef na zijn afstuderen in Gent wonen. 
Van 1971 tot 1982 gaf hij het literaire tijdschrift Koebel uit, waarin generatiegenoten als Luuk Gruwez, Miriam Van hee en Eriek Verpale debuteerden. Hij was ook redacteur van de tijdschriften Restant en Poëziekrant.
In het dagelijks leven werd Van Londersele leraar Nederlands aan het GO! Atheneum Voskenslaan in Gent en docent literaire creatie in Ieper. Hij gaf proza en poëzie in het basisjaar van de Antwerpse Schrijversacademie. 
Vandaag geeft hij poëzie-feedbackcursussen bij Wisper.
In 2003 werd Van Londersele de eerste Gentse stadsdichter.
Hij is stichter en hoofdredacteur van het internetplatform Het Gezeefde Gedicht waarmee hij debuterende dichters steunt. 
In 2019 richtte hij uitgeverij De Zeef op, eveneens gericht op debuterende dichters. 
Van Londersele treedt vaak op met gitarist Jean Van Der Schueren. Hun muzikaal poëzieprogramma brengt een intieme mix van gedichten, eigen composities en tango's.

## Onderscheidingen
Zijn werk werd opgenomen in talrijke bloemlezingen en hij kreeg diverse literaire prijzen: 
- Premie van de Poëziedagen te Deurle
- Premie van de provincie Oost-Vlaanderen
- Prijs van de Vlaamse Club Brussel
- Prijs voor Literatuur van de Stad Gent
- Louis Paul Boonprijs voor een kunstenaar die in zijn werk de binding met de mens beklemtoont
- Herman de Coninck publieksprijs 2010 voor het gedicht Mats
- Melopee Poëzieprijs 2012 voor het meest beklijvende gedicht verschenen in de literaire tijdschriften in 2011 (Alzheimer)

### Poëzie
- Marie Sans Toilette (1973, Koebel)
- Appel en Treurigheid (1975, Yang)
- Tumor. (1976, bibliofiele uitgave, Hooft)
- Mijn stilstaand Woord (1977, Soethoudt)
- Een penseel van wachten. (1977, bibliofiele uitgave, Hooft)
- Mijn Geboomde Vader (1980, Van Hyfte)
- Een Nagelaten Liefde (1984, Poëziecentrum)
- Invoelen (1988, Poëziecentrum)
- Een Jaar van September (1992, Poëziecentrum)
- Verzamelde Gedichten (1995, Poëziecentrum)
- Een Mens op de Bodem (2001 en 2005, Atlas)
- Gent in Gedichten (2005, Poëziecentrum), bibliofiele uitgave met kalligrafieën
- 'Tot zij de wijn is' (2009, Atlas)
- De Bruiden (verzamelde gedichten 1973-2013; Atlascontact/Houtekiet)
- Hopper Op De Heuvel / On The Hill (2020, Uitgeverij P)
- Het vriendenloket (2023, Poëziecentrum)

### Proza
- Gruwelijke Vertellingen (1976, Soethoudt), surrealistische verhalen
- De dubbele Mannen (1982, Snoeck-Ducaju), groteske allegorie
- De Overtocht (1994, Atlas), over de droom van zijn grootvader om zich in Amerika te vestigen
- De Vriend van Vesalius (1997, Atlas), historische roman tegen de achtergrond van de 16de eeuw
- Reis naar mijn vader (2018, roman, Houtekiet)

### Thrillers (Londersele)
- Onzichtbaar (2004, Manteau)
- Het Laatste Lijk (2006, Manteau)
- De Vernietiging van Einstein (2008, Manteau), over een aanslag op Albert Einstein in De Haan in 1933